# Chicago Marathon 1998
De Chicago Marathon 1998 vond plaats op 11 oktober 1998 in Chicago. 
Bij de mannen won de Keniaan Ondoro Osoro in een tijd van 2:06.54.  Het was de eerste marathon die Osoro liep en meteen liep hij (op dat moment) de derde snelste marathon ooit. Zijn race was de snelste ooit op Noord-Amerikaanse bodem en tevens een nieuw Keniaans record. Ook Khalid Khannouchi, Gert Thys en Joseph Kahugu bleven onder de grens van 2:08.00, meteen de eerste keer dat 4 lopers in dezelfde race onder deze grens bleven.
Bij de vrouwen won de Keniaanse Joyce Chepchumba in een tijd van 2:23.57 .

## Uitslagen

### Mannen
| rang   | naam              | land | tijd    |
| ------ | ----------------- | ---- | ------- |
| Goud   | Ondoro Osoro      | KEN  | 2:06.54 |
| Zilver | Khalid Khannouchi | MAR  | 2:07.19 |
| Brons  | Gert Thys         | RSA  | 2:07.45 |
| 4      | Joseph Kahugu     | KEN  | 2:07.59 |
| 5      | Moses Tanui       | KEN  | 2:09.43 |
| 6      | Eder Moreno       | BRA  | 2:09.48 |
| 7      | Philip Chirchir   | KEN  | 2:09.52 |
| 8      | Shinji Kawashima  | JPN  | 2:10.07 |
| 9      | Silvio Guerra     | ECU  | 2:10.16 |
| 10     | Elijah Lagat      | KEN  | 2:10.32 |

### Vrouwen
| rang   | naam                | land | tijd    |
| ------ | ------------------- | ---- | ------- |
| Goud   | Joyce Chepchumba    | KEN  | 2:23.57 |
| Zilver | Colleen De Reuck    | RSA  | 2:27.04 |
| Brons  | Elana Meyer         | RSA  | 2:27.20 |
| 4      | Kayoko Obata        | JPN  | 2:28.39 |
| 5      | Tatyana Pozdnyakova | RUS  | 2:29.25 |
| 6      | Irina Bogacheva     | KGZ  | 2:30.34 |
| 7      | Gitte Karlshoj      | DEN  | 2:31.57 |
| 8      | Kristy Johnston     | USA  | 2:32.37 |
| 9      | Linda Somers-Smith  | USA  | 2:34.21 |
| 10     | Marian Sutton       | GBR  | 2:35.41 |

1977 ·
1978 ·
1979 ·
1980 ·
1981 ·
1982 ·
1983 ·
1984 ·
1985 ·
1986 ·
1987 ·
1988 ·
1989 ·
1990 ·
1991 ·
1992 ·
1993 ·
1994 ·
1995 ·
1996 ·
1997 ·
1998 ·
1999 ·
2000 ·
2001 ·
2002 ·
2003 ·
2004 ·
2005 ·
2006 ·
2007 ·
2008 ·
2009 ·
2010 ·
2011 ·
2012 ·
2013 · 
2014 · 
2015 · 
2016 · 
2017 · 
2018 · 
2019 · 
2021 · 
2022 · 
2023